# 麥迪遜郡 (伊利諾州)
麥迪遜縣（英語：Madison County）是美国伊利诺伊州西部的一個縣，西以密西西比河，與密蘇里州相望，面積1,918平方公里。根據2020年美國人口普查，共有人口26萬4,776人。縣治愛德華茲維爾。該縣成立於1812年，縣名紀念第四任美国总统詹姆斯·麦迪逊。